# Mirante da Praia
Mirante da Praia é um bairro do distrito de Praia Grande, no município brasileiro de Fundão, estado do Espírito Santo.